# Зофія Соколовська
Зофія Соколовська, в чернецтві сестра Катажина (22 квітня 1896, Грусятичі — 24 січня 1924, Ляски) — польська скульпторка, францисканка, співпрацювала з Розою Чацькою (матір'ю Єлизаветою) в Інституті для сліпих у Лясках.

## Резюме

### Дитинство

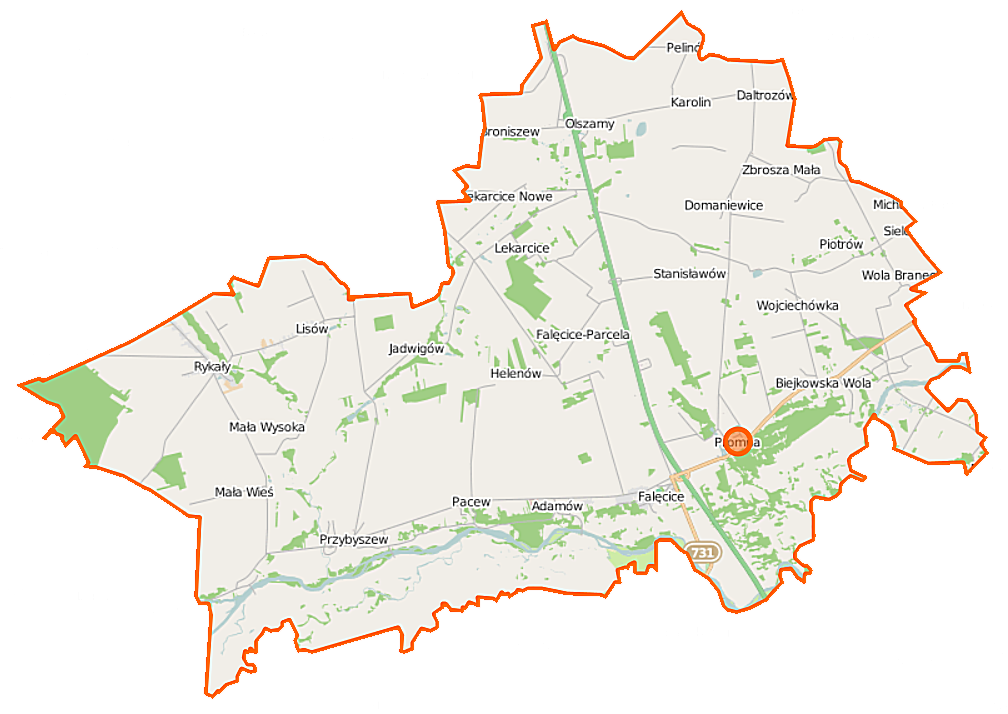
Розташування Бєйковська Воля (гміна Промна)

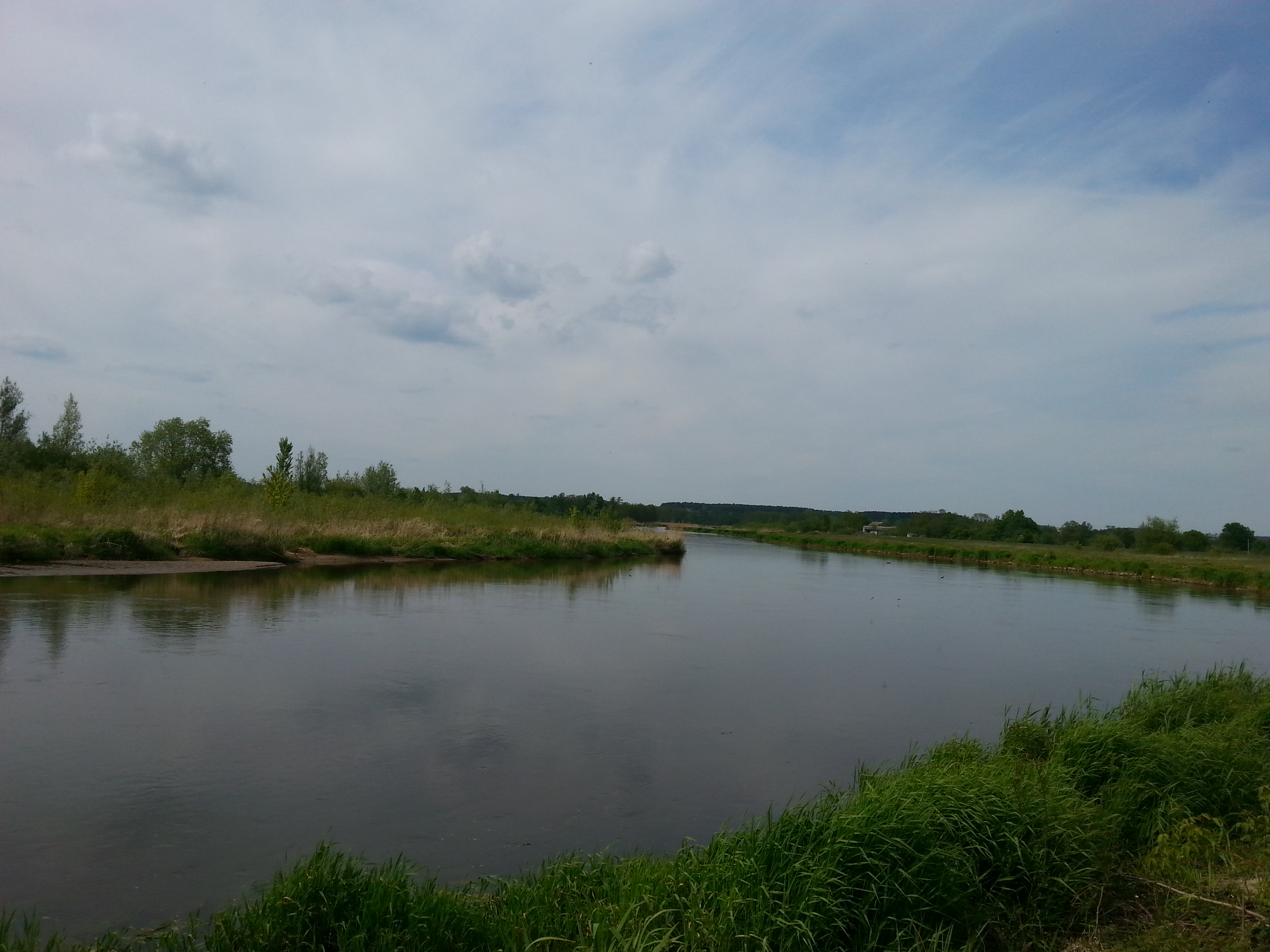
Піліца в селі Бжезьце

Зофія була другою з п’яти дочок Войцеха Соколовського та Стефанії, уродженої Баґнєвської. Її батьки були власниками маєтку в Бєйковській Волі (район Ґруєць). Народилася вона в селі Грусятиче, де її батько на той час орендував маєток, проте більшу частину дитинства провела саме в Бєйковській Волі. У родинному домі панувала атмосфера поваги до патріотичних традицій, підтримки демократичних ідей, вільнодумства та антиклерикалізму .
До 10 років, Зофія дорослішала переважно під впливом матері — мудрої та доброї жінки, яка, попри численні хатні обов’язки та роботу з працівниками маєтку (зокрема доглядала хворих, навчала дітей польської мови, знаходила час для свого улюбленого заняття — живопису. Своїм прикладом вона прищепила дочкам безкомпромісну чесність..
Батько, випускник сільськогосподарської школи в Пулавах, успадкував занедбаний поміщицький маєток, але завдяки своїм знанням та зусиллям підняв господарство на високий рівень. Він був послідовником раціоналізму та прихильником демократичних соціальних ідей. У господарстві піклувався про працівників: будував для них цегляні будинки з садами, забезпечував догляд за літніми людьми та непрацездатними, що було незвичним для того часу. 

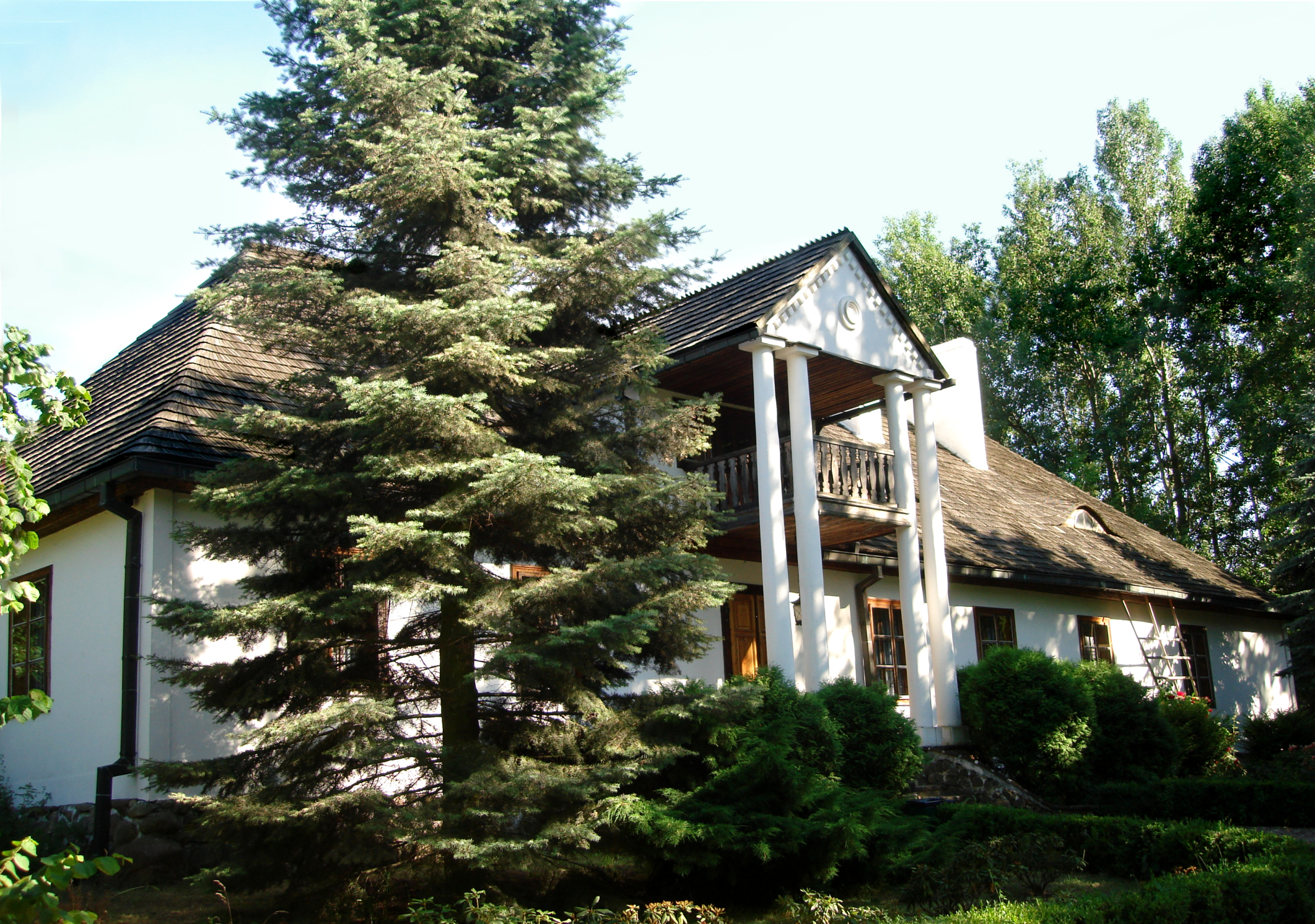
Садиба родини Багнєвських з Бжезеця - зараз знаходиться в Музеї села Радом

Щасливе дитинство Зофії перервала хвороба матері (туберкульоз), часті поїздки на лікування та її смерть у 1907 році. Після цього батько намагався самостійно давати раду з вихованням дочок — вони з теплотою згадували спільні прогулянки, уроки верхової їзди, фехтування, купання в річці Пілиця, а також розмови про ботаніку, геологію та космологію .
Сестри Соколовські з великою ніжністю згадували також час, проведений у маєтку своїх бабусі й дідуся Баґнєвських у Бжезьці (на іншому березі річки Пілиці). Особливо їм запам’яталася лісова галявина, де квітли іриси. Її дід називав це місце своїм садом і вважав його гарнішим за сад дружини. Його ставлення до природи було безкорисливим і глибоко емоційним.  Зофія рано взяла на себе виховні обов’язки щодо молодших сестер. Один із випадків, що його згадують у родині: коли десятирічна Зофія, почувши аргумент сестри "більшість так думає", відповіла після короткої паузи: «Правда — це не завжди думка більшості»   :
 
Правда - це не завжди думка більшості.

### Школа на вулиці Вєйській

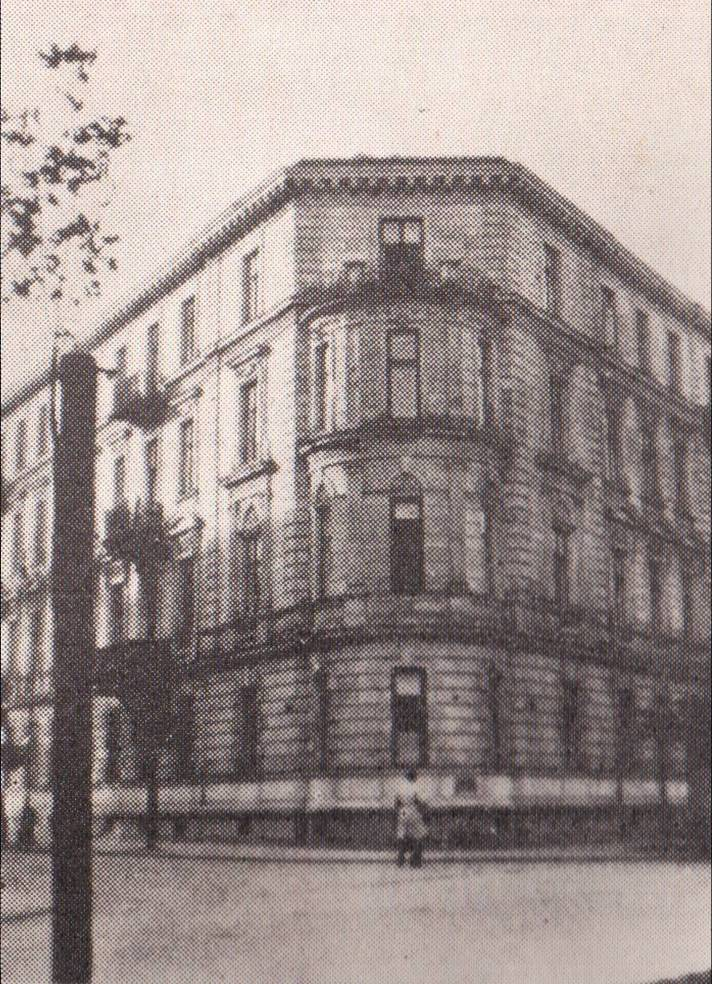
Неіснуюча будівля пансіонату за адресою вул.Вейська, 5

Невдовзі дві старші сестри Соколовські стали ученицями знаної семикласної приватної жіночої школи на вулиці Вєйській у  Варшаві, яку очолювали Ядвіга Ковальчик і Ядвіга Явюрковна. «Панна Ядвіга» дотримувалася ідеалів варшавського позитивізму, особливо принципів взаємної поваги між послідовниками різних релігій і атеїстами. Особистий приклад засновниць школи та їхні контакти з такими постатями, як Ян Мауерсбергер, відіграли важливу роль у формуванні християнського світогляду учнів. Шкільними подругами Зофії стали пізніші черниці з Лясок: Тереза Ланді (випускниця 1911 року, згодом домашня вчителька молодших сестер Соколовських) та Зофія Штейнберг — її найближча подруга. Тереза Ланді згодом згадувала: :
  «Якщо я маю назвати те, що вважаю найвидатнішою рисою нашої Школи, без вагань скажу: це атмосфера правди. Дівчата Ядвіги так любили правду й вірили в її силу, що навколо них виникало майже магнетичне поле істини. […] Ця атмосфера викликала солідарність, відповідальність — не тільки за себе, але й за всю спільноту».
Зофію пам’ятали як сумну, мовчазну, серйозну, стриману у вияві доброзичливості. Вважали її суворою, навіть непохитною. В її біографії, написаній Марією Богданською та сестрою Катажиною (Зофією Штайнберг), читаємо  :
«У шкільні роки для Зосі найважливішим був пошук Істини. Вона шукала болісно, не знаходила — і страждала. Відчула єдність та унікальність Істини, одночасно — багатовимірність наших шляхів до неї. Вона висловила це під час свого навернення до християнства, порівнюючи Всесвіт або Бога з багатогранною фігурою, яку ми можемо зрозуміти тільки зсередини».
1913 року Зофія перервала навчання через ранні прояви туберкульозу та виїхала на лікування до Закопаного, де перебувала до початку 1914 року .

### Молодь – ASP, Франек та «Кілько» о. Корнілович

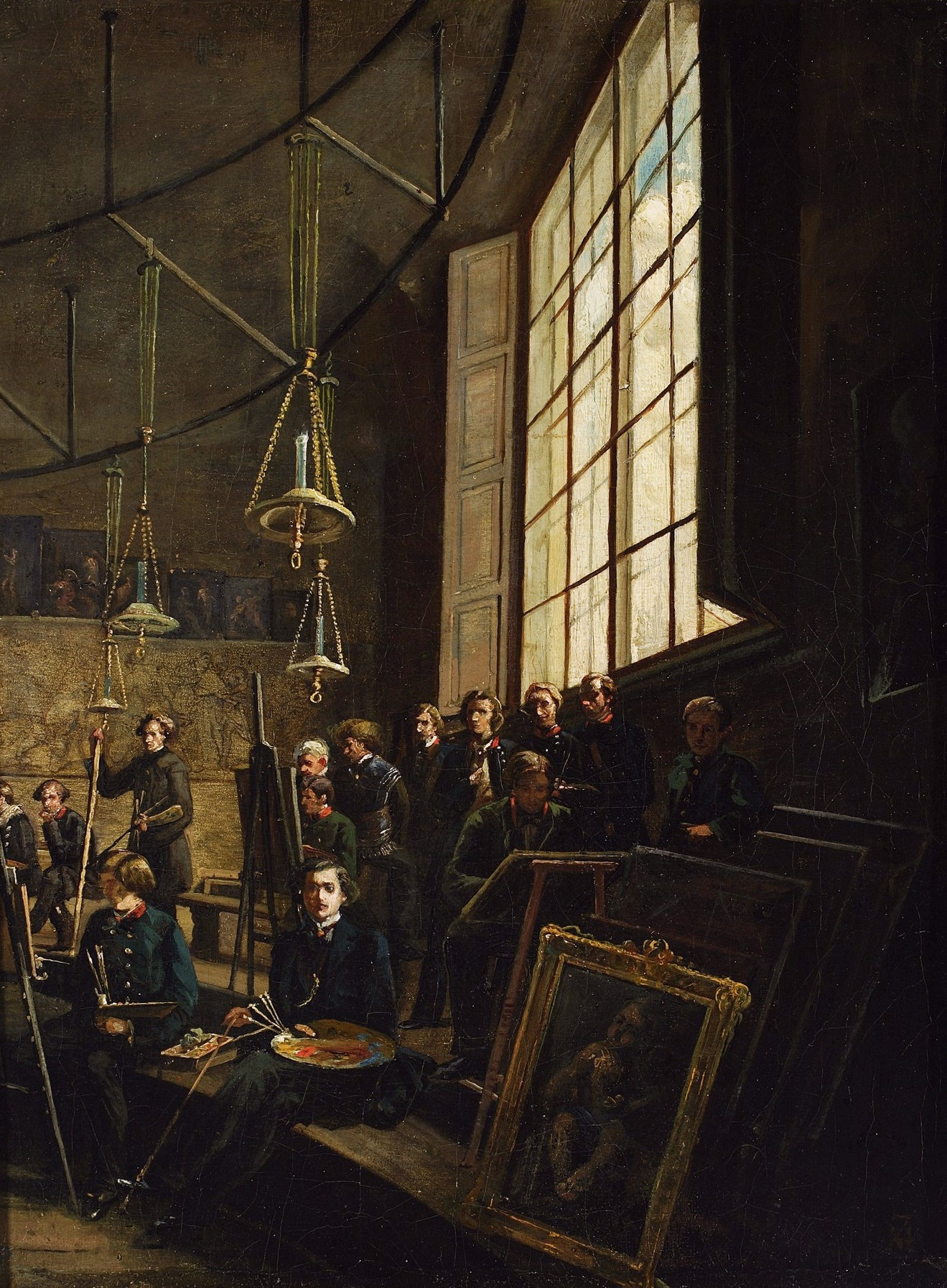
Марцін Залеський, Інтер'єр Школи витончених мистецтв у Варшаві, 1858

Вона перебувала в Закопаному кілька місяців на рубежі 1913/1914 років .Вона відвідувала студію Яна Рембовського, який написав її портрет і став другом її родини. 1915 року Зофія закінчила школу-інтернат у Радомі, склавши випускні іспити, й повернулася до Варшави.  Того ж року вона почала навчання у Вільному польському університеті (відвідуючи, зокрема, лекції Вінцентія Трояновського з історії мистецтва) та у скульптурній майстерні Генрика Куни. 1916 року вона стала студенткою Школи образотворчих мистецтв, де навчалася у класі скульптури Едварда Віттіга. Вважалася однією з найталановитіших студенток.. У школі вона подружилася з Францішеком Тенцером — талановитим скульптором єврейського походження. Їхнє оточення вважало їх зарученими . У біографії Зофії Соколовської, опублікованій у книзі «Людзе Ласек», написано :
«Вирішальним у її житті стала дружба з Францішеком Тенцером — надзвичайно чутливою й духовною особистістю. Їх об'єднувало прагнення до Абсолютної Істини».
Сильний вплив на Соколовську справила також Зофія Ланді, колишня старшокласниця з Вейської школи, філософиня, яка навчалася в Сорбонні, а після повернення до Польщі працювала домашньою вчителькою в родині Соколовських.   Через неї Зофія познайомилася з о. Владиславом Корніловичем — філософом, катехитом і душпастирем. Їхні довгі розмови про філософію (Бергсона, Бжозовського) та Євангеліє
Зофія Ланді тісно контактувала з о. Владислав Корнілович  – філософ, вікарій у парафії св. Станіслава єпископа і мученика в Сєнніці, катехит, бере участь у роботі Асоціації священників-харистів (Unionis Sacerdotum Saecularium Charitatis Apostolicae "Caritas Christi").  Через неї Зофія познайомилася з о. Владиславом Корніловичем. Їхні довгі розмови                              про філософію Бергсона, Бжозовського та Євангеліє   спричинили релігійне навернення Ланді у 1917 році .  Це навернення стало каталізатором духовного прориву Зофії Соколовської, її сестер і Францішека Тенцера   — всі вони прийняли хрещення .. Разом із кількома друзями вони утворили так зване «Кілько» — неформальну групу варшавської інтелігенції (католиків, неофітів, атеїстів), яка під проводом о. Корніловича обговорювала теми культури, філософії та віри .
Під час останніх місяців польсько-більшовицької війни Соколовська разом з о. Корніловичем (тоді військовим капеланом) та друзями підготувала так звані «навчальні ліхтарі» для солдатів на українському фронті.
У 1921–1922 роках вона жила в Бєйковській Волі, доглядаючи хвору сестру. Разом із Тенцером вони розмірковували про можливості «апостольства через мистецтво», зокрема про заснування сільської школи скульптури. Цим планам не судилося здійснитися.
У 1922 році, на останньому році навчання, вони обидва зробили радикальний вибір: Францішек вступив до Конгрегації редемптористів у Кракові, а Зофія — до згромадження францисканок-слуг Хреста. Її рішення, ймовірно, було пов’язане зі знайомством з опікуною незрячих дітей  матір’ю Єлизаветою (Рожею Чацькою), засновницею Лясок. Після цієї зустрічі Зофія сказала:
«У мене є мама».
Вона вирішила піти на жертву. У грудні вона написала у своєму щоденнику подяку Богові за те, що він дав їй  :
«Дякую Тобі, Боже, за те, що дав мені стільки світла й сили, аби розірвати два найміцніші зв’язки зі світом, які потрібно було залишити Тобі: мистецтво й дружбу з Франком. Наше прощання було прекрасним. Лише в Господі Ісусі люблячі душі можуть так прощатися — як вітання, відкладене до вічності».
 Фрагмент її поезії-молитви був надрукований  1934 року як девіз першого випуску журналу Verbum. У ньому містяться рядки, що передають дух християнського персоналізму, а також її ставлення до страждання, Хреста й мистецтва.
«Господи, якщо така Твоя воля, то використай мене як інструмент Твого мистецтва. Нехай мене в цьому мистецтві буде якомога менше, а Тебе — якомога більше. Нехай воно буде простим, не блискучим, але правдивим…»
… 

### Ляски
8 серпня 1923 року Зофія Соколовська розпочала новіціат у згромадженні францисканок слуг Хреста, що діяло в закладі для сліпих у Лясках, який тоді створювала мати Єлизавета (Роза Чацька). Її духовними провідниками залишались о. Владислав Корнілович та сама Чацька, які бачили у Зофії майбутню духовну лідерку громади .  Однак уже через кілька місяців стан здоров’я різко погіршився — вона захворіла на гострий туберкульозний перитоніт і була госпіталізована до лікарні «Омега». Зофія прийняла страждання як жертву заради Бабеків (так ласкаво називали сліпих дітей у Лясках). Померла 24 січня 1924 року, не доживши до чернечих обітів.
Через два місяці, 23 березня 1924 року, помер і її близький друг та однодумець, скульптор Францішек Тенцер. Його смерть сколихнула варшавське мистецьке та інтелектуальне середовище. Частина громадськості звинуватила о. Корніловича у розпалюванні «містичного ентузіазму» серед найчутливішої молоді, що змусило його тимчасово припинити духовне керівництво групою «Кілько».
Зофію Соколовську поховали   на скромному цвинтарі в Ласках  [ i ] – лісовому цвинтарі, про який розповідав о. Антоній Марильський сказав:
«Тут так приємно лежати…»
У реколекційному будинку Інституту для сліпих досі зберігаються її роботи:
Бронзова скульптура Діви Марії з Немовлям
Голова Христа (частина незавершеного розп’яття)
Медальйон із зображенням Богородиці
Гіпсова чаша.